# Das Goldene Tor (Zeitschrift)
Das Goldene Tor. Monatsschrift für Literatur und Kunst war eine Literaturzeitschrift der Nachkriegszeit, die vom Schriftsteller Alfred Döblin im Dienst der französischen Besatzungsbehörden in Baden-Baden (und später in Mainz) im Rahmen der Umerziehung der Deutschen (rééducation) gegründet und von 1946 bis 1951 herausgegeben wurde. Ihr literaturprogrammatischer Schwerpunkt lag in der Vermittlung der ausländischen Literatur, der literarischen Tradition, der Exilliteratur und der zeitgenössischen Literatur aus Deutschland. Zum Ziel gesetzt wurden unter anderem Aufklärung im Geiste Lessings, Auseinandersetzung mit dem Nationalsozialismus sowie Völkerverständigung. Der neuen Konfession des Herausgebers Döblin entsprechend wurde der Tenor der Redaktion insbesondere in der späten Phase der Zeitschrift zunehmend christlich-religiös geprägt. Trotz der von Döblin beklagten Resonanzlosigkeit gilt Das Goldene Tor mit ihrer Erscheinungszeit von etwa fünf Jahren für eine Nachkriegszeitschrift vergleichbarer Art als langlebig.

## Geschichte

### Baden-Badener Jahre (1946–1949)
Im US-amerikanischen Exil nahm Döblin im Juli 1945 das Angebot eines Postens im Bildungsressort der französischen Besatzungsbehörden an. Am 9. November desselben Jahres betrat er als einer der ersten prominenten deutschen Exilautoren wieder deutschen Boden und erreichte Baden-Baden, d. h. den Sitz der französischen Militärregierung, welcher seine Dienststelle »Direction de l’Éducation Publique« unterstellt war. Eine seiner zentralen Aufgaben in dieser für die gesamte Bildungs- und Kulturpolitik in der französischen Besatzungszone zuständigen Behörde bestand – außer der Begutachtung zum Druck vorgelegter Buchmanuskripte – insbesondere in der Vorbereitung und Herausgabe einer literarischen Zeitschrift.
Während die Grundzüge dieser Zeitschrift in Gesprächen zwischen Döblin und dem französischen Germanisten und Leiter der »Direction«, General Raymond Schmittlein, koordiniert werden mussten, behielt Döblin bei der Herausgabe eine weitgehend freie Hand. Er schrieb selbst Briefe vor allem an die von ihm bekannten deutschen Exilautoren wie Bertolt Brecht, Heinrich Mann, Lion Feuchtwanger, Ludwig Marcuse u. a. und bat sie um Beiträge für die Zeitschrift. Anton Betzner, den Döblin bereits aus seinen Berliner Jahren kannte und im April 1946 als Redakteur gewann, vermittelte der Zeitschrift deutsche Autoren des Inlandes. Das erste Heft des ‚Goldenen Tors’ erschien – vorausgegangen vom Probeheft im April – im Oktober 1946 im alteingesessenen Verlag Moritz Schaufenburg in Lahr.
Der Zeitschriftentitel ‚Das Goldene Tor’ bezieht sich auf die Meeresstraße zur US-amerikanischen Stadt San Francisco, in der im Juni 1945 die Vereinten Nationen (UN) ins Leben gerufen wurden. In diesem Sinne wollte diese Wahl Döblin zufolge die Idee der Völkerverständigung zum Ausdruck bringen: »Das ›Goldene Tor‹, durch das Dichtung, Kunst und die freien Gedanken ziehen, [sei] zugleich Symbol für die menschliche Freiheit und die Solidarität der Völker«.
Die Herausgebertätigkeit führte Döblin auch nach dem 1. April 1948 weiter, an dem er wegen der Altersgrenze aus dem Dienst bei den französischen Kulturbehörden ausschied. Betzner blieb bis zum Sommer 1949 in der Redaktion des ‚Goldenen Tors’, um danach zum Südwestfunk in Baden-Baden zu wechseln. Nach der Währungsreform kam im Juni 1948 Herbert Wendt in die Redaktion und war bis zum Herbst 1949 deren Mitglied. Sein Amt übernahm dann in der zweiten Hälfte dieses Jahres Wolfgang Lohmeyer und war bis zum Juli 1951 angestellt. Während die anfängliche Auflagenhöhe 20.000 Exemplare betrug und im Jahre 1947 auf Döblins Antrag hin auf 25.000 stieg, sank sie im Zuge der Währungsreform vom Juni 1948 rasant und belief sich im Mai 1949 nur noch auf 2.000.

### Umzug nach Mainz und das Ende (1949–1951)
Im Oktober 1949 zog Döblin zusammen mit der Redaktion des ‚Goldenen Tors’ nach Mainz. Dort befand sich auch der Sitz der Mainzer Akademie der Wissenschaften und der Literatur, an deren Gründung sich Döblin maßgeblich beteiligt hatte und infolgedessen zu deren Vizepräsidenten sowie zum Vorsitzenden der Literaturklasse gewählt worden war. Mit Blick auf den geringen Absatz unterbreitete der neue Verleger Bruno Grimm Döblin im Juni 1950 Vorschläge von redaktionellen Änderungen, so dass die Zeitschrift mithilfe des Heranziehens weiterer namhafter Mitherausgeber die französische Färbung abschwächen könnte. In Anbetracht dieser Lage zog Döblin ab dem fünften Jahrgang verstärkt die Akademiemitglieder zur Mitarbeit an dem ‚Goldenen Tor’ heran. Am 1. März 1951 wurde dann aus der Literaturklasse ein vorläufiges Redaktionskomitee gewählt (Hans Henny Jahnn, Ernst Kreuder und Hans Erich Nossack), und beschlossen, dass die Zeitschrift ab Juni desgleichen Jahres von der Akademie mit einer monatlichen Zuwendung von 500 DM unterstützt werden sollte. Aufgrund der endgültigen Streichung der französischen Subventionen, welche auf die Änderung des Besatzungsstatus im März 1951 zurückgeht, musste Döblin jedoch das Erscheinen der Zeitschrift – nach insgesamt 37 Heften – einstellen. Der Herausgeber suchte trotzdem anhand von dem Betrag von 15 000 DM, den die französischen Behörden einmalig zur Verfügung stellte, zusammen mit jenem monatlichen Zuschuss von 500 DM eine neue literarische Zeitschrift der Literaturklasse der Akademie zu gründen. Der Plan dieses neuen Publikationsorgans, als dessen Titel Döblin ‚Don Quichotte’ oder ‚Mainzer Beiträge’ vorschwebten, scheiterte in erster Linie an den unterschiedlichen Vorstellungen von Döblin und etwa dem geplanten Redakteur des ersten Heftes, Ernst Kreuder, hinsichtlich der redaktionellen Ausrichtung der Zeitschrift.

## Wirkung
Egon Vietta, der für ‚Das Goldene Tor’ als Übersetzer und Referent über italienische Literatur arbeitete und insbesondere beim Italien-Heft (3. Jg. H. 3) entscheidend mitwirkte, äußerte zwei Jahre nach dem Abschluss der Zeitschrift seine Dankbarkeit:
»Heute hat sich manches eingespielt. Und unsere Zeit pflegt allzuschnell über das wahrhaft Geleistete hinwegzuleben. Aber Ihre Nachkriegsarbeit ist ein Dokument und hat mehr Fäden geknüpft als die kommerziellen und interessierten Bindungen nach der Währungsreform. Es war ein großer und entschlossener Schritt. Wenn manche Ihrer ungünstigen Prognosen über die deutsche Nachkriegsliteratur überholt sind, so nicht ohne Ihr Verdienst«.
Noch in den 1980er Jahren würdigte Helmut Heißenbüttel ‚Das Goldene Tor’ als »Muster einer möglichen literarischen und politischen Zeitschrift« und hob das dezidierte bzw. strenge Konzept Döblins hervor.